# Batalla de Montgisard
La batalla de Montgisard fou part del conflicte armat entre el Regne de Jerusalem i els dominis dels aiúbides, que es produí el 25 de novembre del 1177. El jove rei de 16 anys, greument afectat de lepra, Balduí IV, participà en la batalla, acompanyat per templers i hospitalers. L'exèrcit musulmà, comandat per Saladí i el seu nebot, es veié obligat a fugir per salvar la vida i fou perseguit durant dotze milles. Saladí arribà al Caire el 8 de desembre. Els historiadors musulmans consideren que aquesta derrota fou tan greu, que tan sols pogué ser redimida amb la victòria de les Banyes de Hattin el 1187.

## Context
El 1177, el rei Balduí IV de Jerusalem i Felip d'Alsàcia, que havia arribat feia poc com a pelegrí, planejaren establir aliança amb l'Imperi Romà d'Orient i efectuar un atac naval sobre el territori egipci de l'imperi aiúbida de Saladí, però això no fructificà. Saladí també tenia els seus propis plans d'ocupació del Regne de Jerusalem des d'Egipte. En conèixer el propòsit de Saladí, Balduí IV sortí de Jerusalem acompanyat —segons la crònica de Guillem de Tir— per només 375 cavallers per defensar Ascaló, però aquest exèrcit quedà retingut per un altre enviat per Saladí. Saladí havia dividit el seu exèrcit: la part més nombrosa fou enviada a Gaza per muntar un setge, envià un grup més petit a Ascaló i la resta marxà amb ell cap al nord.

## Forces combatents
El veritable nombre de combatents es fa impossible de calcular, ja que les fonts documentals cristianes només esmenten els cavallers, però no diuen res de la infanteria ni dels turcoples que habitualment col·laboraven en aquestes batalles. Tan sols pel nombre de morts i ferits s'estima que hi devien participar més guerrers que els 375 cavallers. Tampoc és clar si fent servir la paraula cavallers es referien a sergents i escuders a cavall o si tots eren autèntics cavallers. Un cronista escriví que en el bàndol cristià eren 7.000, mentre que un altre contemporani dona la xifra de 20.000, que actualment es considera una errada tipogràfica i en realitat voldria dir 10.000.
La mateixa incertesa passa pel que fa als adversaris. Segons un estudi publicat el 1181, les forces de Saladí estarien compostes per 6.976 joves (ghulams) i 1.553 arquers a cavall (qaraghulams), tots ells mamelucs egipcis. Tanmateix, podrien haver participat soldats procedents de Síria o d'altres regions com a auxiliars, cosa que no consta en aquest estudi. Segons Gillem de Tir, la força combatent del bàndol musulmà era de 26.000 homes, però segons un cronista anònim hi van participar 12.000 turcs i 9.000 àrabs.
Acompanyant al rei Balduí estava Reinald de Châtillon, senyor de Transjordània, que acabava de sortir de captivitat a Alep. Reinald era enemic aferrissat de Saladí i era el braç dret de Balduí. Entre els coneguts també estaven: Balduí d'Ibelin, el seu germà Balian, Reginald de Sidó, i Joscelí III d'Edessa. Eudes de Saint-Amand, mestre templer, que anava amb 84 cavallers del Temple. Un altre grup de templers anava a reunir-se amb el rei a Ascaló, però es quedà defensant el setge de Gaza.

## Batalla
Saladí continuava la marxa cap a Jerusalem, pensant que Balduí no gosaria seguir-lo amb tant pocs homes. Atacà Ramla, Lydda i Arsuf, després, considerant que l'exèrcit de Balduí no suposava cap perill, permeté que les seves tropes s'escampessin per fer pillatge i portar els cavalls a les pastures. Però en contra del que pensava, el contingent que l'acompanyava era insuficient per aturar el rei i els templers que l'acompanyaven, els quals anaven al seu encontre amb intenció d'interceptar-lo abans que arribés a Jerusalem.
Els cristians, comandats pel rei, empaitaren els musulmans al llarg de la costa i finalment els encalçaren a Mons Gisardi, a prop de Ramla. La localització d'aquest indret es fa difícil, ja que Ramla era una àmplia regió que incloïa la ciutat homònima. L'historiador Malcolm Barber creu que Mons Gisardi es refereix al que els arqueòlegs anomenen el tell d'al-Safiriyya. Segons el cronista de Saladí, Imad-ad-Din al-Isfahaní, aquesta batalla es produí al turó d'Al-Safiriyya, que podria ser l'actual Tell es-Safi, situat a prop de la vila de Menehem, no gaire lluny d'Ascaló. La paraula Al-Safiriyya vol dir «la blanca» i, de fet, el turó Es-Safi és blanc i conté els fonaments d'un antic castell croat anomenat Blanchegarde. Un altre dels cronistes en llengua àrab, Ibn Al-Athīr, esmenta que Saladí tenia intenció d'atacar un castell d'aquesta zona.
Però la intenció d'atac de Saladí quedà interrompuda. Hi ha un rierol, al nord de Tell es-Safi, el qual voreja els camps de conreu, que aquell mes de novembre devia anar crescut i amb prou llims com per barrar el pas a la comitiva militar. Els cronistes egipcis diuen que l'exèrcit es demorà fent el creuament d'un riu. Això feu que Saladí fos pres per sorpresa. El seu exèrcit estava desorganitzat: una part estava retinguda per la lenta travessera del curs d'aigua, mentre que la resta estaven escampats pels camps del voltant. Els cavalls estaven cansats, els homes anaven desarmats i s'afanyaren a buscar les armes en els seus equipatges. La tropa de Saladí, en estat de pànic, s'escarrassà en muntar una línia d'atac contra els assaltants. El rei Balduí manà que alcessin la Vera Creu davant les tropes. El rei que, a la seva jove edat, patia lepra, demanà ajut per descavalcar i s'agenollà davant la relíquia. D'aquesta manera pregà a Déu per la victòria i després es posà dret per arengar el seu exèrcit.
L'atac dels cristians fou directe, ràpid, i causà moltes baixes en el bàndol contrari. El rei, lluitant amb les mans embenades, estigué en el cor del del combat. Els efectius egipcis, comandats pel nebot de Saladí, Taqi ad-Din, els entretingueren amb un atac mentre Saladí concentrava la seva tropa de mamelucs. El fill de Taqi, Ahmad, morí al començament de la confrontació. Els homes de Saladí es veieren superats ràpidament. El mateix Saladí evità de ser capturat fugint de la batalla, com diu Ralph de Diceto muntat en un camell de curses. En arribar la nit, els egipcis que estaven amb el soldà havien arribat a Caunetum Esturnellorum, un lloc a prop de Tell el-Hesi, que està a unes 25 milles de Ramla i a uns 7 km de Tell es-Safi (al-Safiya).
Balduí perseguí Saladí fins a la nit i llavors es retirà a Ascaló. Després de deu dies de pluges intenses i, havent perdut el nou per cent del seu exèrcit, Saladí decidí abandonar i tornar a Egipte, viatge durant el qual fou empaitat per beduïns i amb prou feines es pogué defensar, ja que la seva escorta personal de mamelucs havia estat destruïda en la batalla. Només una desena part arribaren sans i estalvis a Egipte.

## Repercussions
Balduí feu erigir un monestir benedictí per commemorar la victòria, que dedicà a santa Caterina d'Alexandria perquè, segons el calendari litúrgic, coincidia amb el dia de la batalla. Això no obstant, no es pot dir que fos una victòria completa; el mestre hospitaler Roger de Moulins, anotà que 1.100 homes havien mort i que 750 havien estat ferits. Saladí, tement perdre la confiança del seu imperi a Egipte i la dels seus vassalls a Síria, digué que els cristians havien perdut la batalla.
Mentrestant, Ramon III de Trípoli i Bohemon III d'Antioquia, juntament amb Felip d'Alsàcia, estaven organitzant una expedició militar per assetjar la ciutat síria de Harim; setge que s'allargà fins al 1178. La derrota de Saladí a Montgisard l'impedí donar suport als seus vassalls en aquest atac.